# Indiana Pacers 1987-1988
La stagione 1987-88 degli Indiana Pacers fu la 12ª nella NBA per la franchigia.
Gli Indiana Pacers arrivarono sesti nella Central Division della Eastern Conference con un record di 38-44, non qualificandosi per i play-off.

## Roster
| N° | Naz.                   | Ruolo | Sportivo          | Anno | Alt. | Peso |
| -- | ---------------------- | ----- | ----------------- | ---- | ---- | ---- |
|    | Stati Uniti (bandiera) | G     | Scott Skiles      | 1964 | 185  | 82   |
| 5  | Stati Uniti (bandiera) | G     | Clinton Wheeler   | 1959 | 185  | 84   |
| 10 | Stati Uniti (bandiera) | G     | Vern Fleming      | 1962 | 196  | 84   |
| 15 | Stati Uniti (bandiera) | GA    | Ron Anderson      | 1958 | 201  | 98   |
| 23 | Stati Uniti (bandiera) | AC    | Wayman Tisdale    | 1964 | 206  | 109  |
| 24 | Stati Uniti (bandiera) | A     | Brian Rowsom      | 1965 | 206  | 100  |
| 25 | Stati Uniti (bandiera) | GA    | John Long         | 1956 | 196  | 88   |
| 31 | Stati Uniti (bandiera) | GA    | Reggie Miller     | 1965 | 201  | 84   |
| 32 | Stati Uniti (bandiera) | AC    | Herb Williams     | 1958 | 208  | 110  |
| 40 | Stati Uniti (bandiera) | C     | Steve Stipanovich | 1960 | 211  | 111  |
| 45 | Stati Uniti (bandiera) | A     | Chuck Person      | 1964 | 203  | 100  |
| 54 | Stati Uniti (bandiera) | C     | Greg Dreiling     | 1963 | 216  | 113  |
| 55 | Panama (bandiera)      | AC    | Stuart Gray       | 1963 | 213  | 107  |

## Staff tecnico
- Allenatore: Jack Ramsay
- Vice-allenatori: Dick Harter, Dave Twardzik, Mel Daniels
- Preparatore atletico: David Craig